# 14 Кита
14 Кита (англ. 14 Ceti) — одиночна зоря в екваторіальному сузір'ї Кита. Слабко помітна неозброєним оком за добрих погодних умов, має видиму зоряну величину 5,84. Відстань до 14 Кита можна оцінити за річним паралаксом, який дорівнює 17.26 мас, що відповідає відстані 189 світлових років. Зоря віддаляється від Сонця зі швидкістю +11 км/с. 
Грей (1989), а також Хоук і Свіфт (1999) віднесли цю зорю до зір головної послідовності спектрального класу F - F5  V. Проте, в п'ятому виданні Каталогу яскравих зір Гоффлайт і Воррен (1991) віднесли її до класу субгігантів, F5  IV. Абсолютна зоряна величина і ефективна температура такі, що зоря потрапляє в розрив Герцшпрунга, який містить зорі, що вичерпали водень в ядрі, але все ще не підтримують горіння водню в оболонці навколо ядра. 
Моделі зоряної еволюції дають оцінку віку зорі близько 2,1  млрд років при масі 1,6 маси Сонця. Її радіус перевищує сонячний у 2,6 раза, а світність перевищує світність Сонця в 10,7 раза при ефективній температурі фотосфери близько 6583 K. Поблизу поверхні зорі існує тонка конвективна зона. Зоря має низьку металічність (вміст елементів масивніших за гелій) в порівнянні з Сонцем . Проєкція швидкості обертання досить низька, 5 км/с, але, оскільки кут нахилу екватора до променю зору невідомий, то точне значення швидкості обертання не визначене. 
14 Кита має потужність випромінювання в рентгенівському діапазоні 0.33 эрг с−1, що відповідає межі класу F5. Корона і хромосфера зорі виявляють ознаки магнітного поля, напруженість на її поверхні, як показали вимірювання 2009 року, дорівнює 30 Гс.  Це єдина відома зірка спектрального класу між F0 і F7, у якої виявлено ефект Зеемана. Наявність магнітного поля може мати два пояснення: або зоря дуже швидко обертається і діє динамо-механізм, або вона є Ap-зорею на ранній стадії еволюції .  Властивості активності зорі такі, що імовірнішим є друге пояснення. 